# تاروس جاج
تاروس جاج (به انگلیسی: Taurus Judge) یک تفنگ ششلول ۵ تیر ساخت شرکت تاروس اینترنشنال است. این اسلحه توانایی شلیک فشنگ‌های کالیبر .410 bore و .45 Colt را می‌باشد. تاروس این اسلحه را بعنوان سلاح دفاع شخصی عمومی تولید کرده‌است.
همچنین این اسلحه در نوع لوله بلند نیز تولید شده‌است.

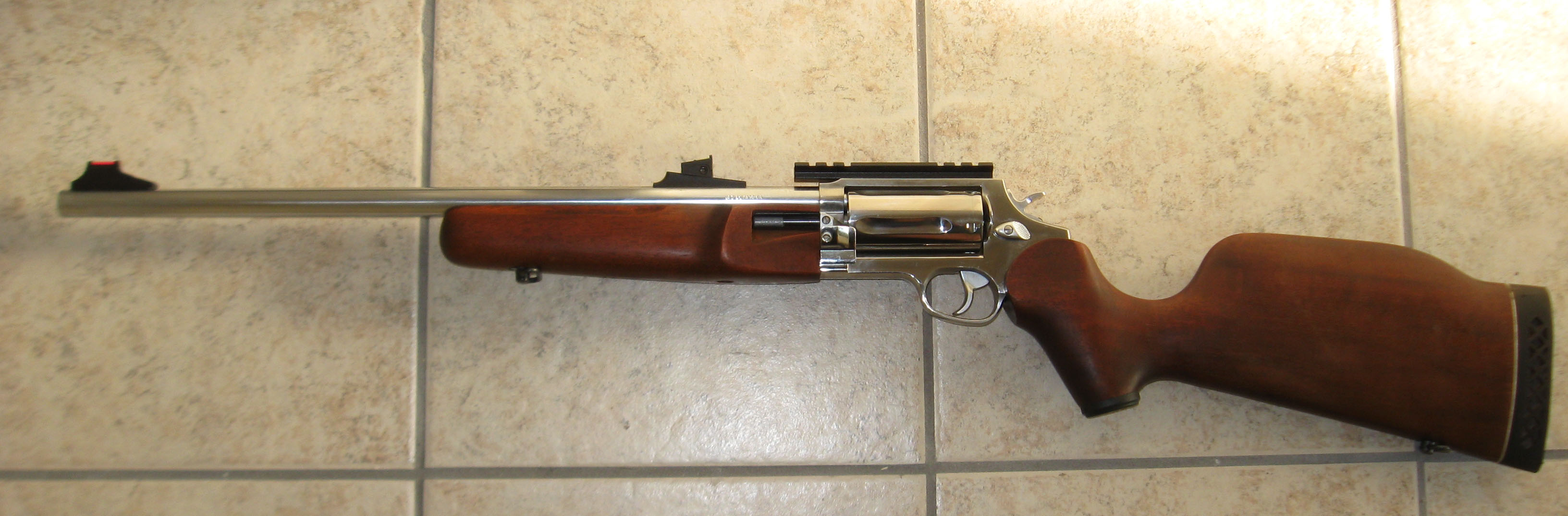
نوع لوله بلند تاروس جاج